# Pavel Londak
Pavel Londak, né le 14 mai 1980 à Tallinn en RSS d'Estonie, est un footballeur international international estonien évoluant au poste de gardien de but.

## Carrière
Londak évolue de 1997 à 2007 en Estonie où il change régulièrement de club ; il est le gardien de but du Lantana Tallinn, du FC Warrior Valga, du JK Viljandi Tulevik et du Flora Tallinn.
En 2007, il quitte son pays natal pour la Norvège et le club du FK Bodø/Glimt. Durant cette même année, il connait ses premières sélections en équipe d'Estonie de football.

## Palmarès
FC Flora Tallinn
- Championnat d'Estonie (2) : 2002, 2003